# Kokowääh
Kokowääh  — en España Padre a la fuerza— es una película alemana de 2011 dirigida, escrita, producida y protagonizada por Til Schweiger. 
La película fue estrenada en los cines de países de habla alemana (Alemania, Austria y Suiza) el 3 de febrero de 2011. 
Las estrellas de la película son Til Schweiger, su hija biológica Emma Tiger Schweiger, Jasmin Gerat y Samuel Finzi. También aparece Luna Schweiger, otra hija de Til, en un pequeño papel.

## Argumento
Henry (Til Schweiger) trata de ganarse la vida como escritor, aunque lo cierto es que lo consigue a duras penas. Henry no para de fracasar en el amor, lo que hace que esté frustrado. Además, una exnovia le ha robado una idea sobre una película y como no tiene dinero tiene que aceptar su encargo, que consiste en escribir el guion de la película que él mismo ideó, pero de la cual no va a ver ni un euro. Cuando las cosas van mal siempre pueden ir peor, y eso es lo que le ocurre a Henry. Un día alguien llama a su puerta y cuando abre aparece Magdalena, una niña de ocho años que resulta ser hija suya, cuyo fruto fue por una noche loca en Estocolmo.  Ahora tendrá que hacer lo posible por sacar adelante a su hija, bien sea escribiendo o bien haciendo lo que sea necesario para que ambos puedan vivir.
La historia está ubicada en Berlín y en Potsdam, Brandeburgo, Alemania.Henry.
Durante la película, Henry y Magdalena construyen una relación cercana, el cual finalmente describe en su guion como "Kokowääh", refiriéndose a la comida francesa "Coq au vin").

## Reparto
- Til Schweiger es Henry.
- Emma Tiger Schweiger es Magdalena.
- Jasmin Gerat es Katharina.
- Samuel Finzi es Tristán.
- Numan Acar es el trabajador.
- Meret Becker es Charlotte.
- Anne-Sophie Briest es la madre en el supermercado.
- Anna Julia Kapfelsperger es Bine.
- Friederike Kempter es el agente.
- Torsten Künstler es el courier.
- Miranda Leonhardt es María.
- Misel Maticevic es Atraca Kaufmann.
- Genoveva Mayer es la mujer en la barra.
- Sönke Möhring es el policía.
- Jessica Richter es Esther.
- Luna Schweiger es la hija en el supermercado.
- Katharina Thalbach es el paciente.
- Sanny van Heteren es Christiane.
- Johann von Bülow es el bombero.
- Richard von Groeling es Rashid.
- Jahmar Walker es el "Chap".
- Ulrich Wickert es el newscaster.
- Birthe Wolter es el recepcionista.
- Fahri Ogün Patioım es el tipo de pizza.

## Producción
Kokowääh fue filmada en Berlín y Potsdam, Brandenburg, Alemania, del 21 de julio a 13 de septiembre de 2010. El presupuesto estuvo estimado en €5,650,000. Los directores son Til Schweiger y Béla Jarzyk.

## Recepción crítica
Kokowääh recibió el Goldene Leinwand, el cual es dado sólo a film que ha sido visualizado por más de 3 millones de espectadores. Siendo la película más exitosa en Alemania en la primera mitad de 2011. La película recibió generalmente buenas revisiones mixtas. Andreas Scheiner del Die Zeit afirmó que era una historia "de película y entretenida", entre otras críticas positivas.

## Otros medios de comunicación

### Música
El álbum de banda sonora para Kokowääh fue publicado el 4 de febrero de 2011 en iTunes y Amazon.com a través de Sony Músic.

### Medios de comunicación de casa
Kokowääh fue publicada en DVD y Blu-ray el 19 de agosto de 2011 en iTunes y Amazon.com.

## Fechas de estreno
| País        | Fecha de estreno         | Título              | Notas               |
| ----------- | ------------------------ | ------------------- | ------------------- |
| Alemania    | 3 de febrero de 2011     | Kokowääh            |                     |
| Austria     | 3 de febrero de 2011     | Kokowääh            |                     |
| Suiza       | 3 de febrero de 2011     | Kokowääh            |                     |
| Luxemburgo  | 5 de febrero de 2011     | Kokowääh            |                     |
| Kazajistán  | 8 de septiembre de 2011  | Kokowääh            |                     |
| Rusia       | 8 de septiembre de 2011  | Соблазнитель        |                     |
| Bielorrusia | 15 de septiembre de 2011 | Kokowääh            |                     |
| Taiwán      | 20 de enero de 2012      | 紅酒燉香雞          |                     |
| Hungría     | 28 de julio de 2012      | Kislány Un küszöbön | Televisión premiere |
| Italia      | 1 de septiembre de 2013  | Kokowääh            | Televisión premiere |